# Гружчанский сельский совет (Конотопский район)
Гружчанский сельский совет (укр. Гружчанська сільська рада) — входит в состав
Конотопского района
Сумской области
Украины.
Административный центр сельского совета находится в 
с. Грузское
.

## Населённые пункты совета
- с. Грузское
- с. Дубинка

## Ликвидированные населённые пункты совета
- с. Кросна